# Kraśnik pięcioplamek
Kraśnik pięcioplamek (Zygaena trifolii) – gatunek motyla z rodziny kraśnikowatych.

## Opis
Motyl ten osiąga od 24 do 36 mm rozpiętości skrzydeł. Ciało ma krępe, o całkowicie czarnych patagiach i tegulach oraz pozbawione czerwonej obrączki na odwłoku. Drobno piłkowane czułki mają czarny ostatni człon. Przednie skrzydło ma długość od 14 do 17 mm, zaokrąglony wierzchołek i nieprześwitującą powierzchnię. Jego wierzch jest ciemnogranatowy, metaliczny, typowo z pięcioma czerwonymi plamami, z których trzecia i czwarta leżą blisko siebie. Znane są jednak odmiany o zlanych plamach pierwszej i drugiej oraz trzeciej i czwartej, o zlanych trzech ostatnich plamach, o wszystkich plamach szeroko połączonych lub też z dodatkową szóstą plamą. Barwa plam może być również jasnożółta bądź brunatna. Spód przedniego skrzydła pozbawiony jest czerwonej smugi. Tylne skrzydło ma tło takiej barwy jak plamy na skrzydle przednim i otoczone jest szeroką, czarną obwódką.

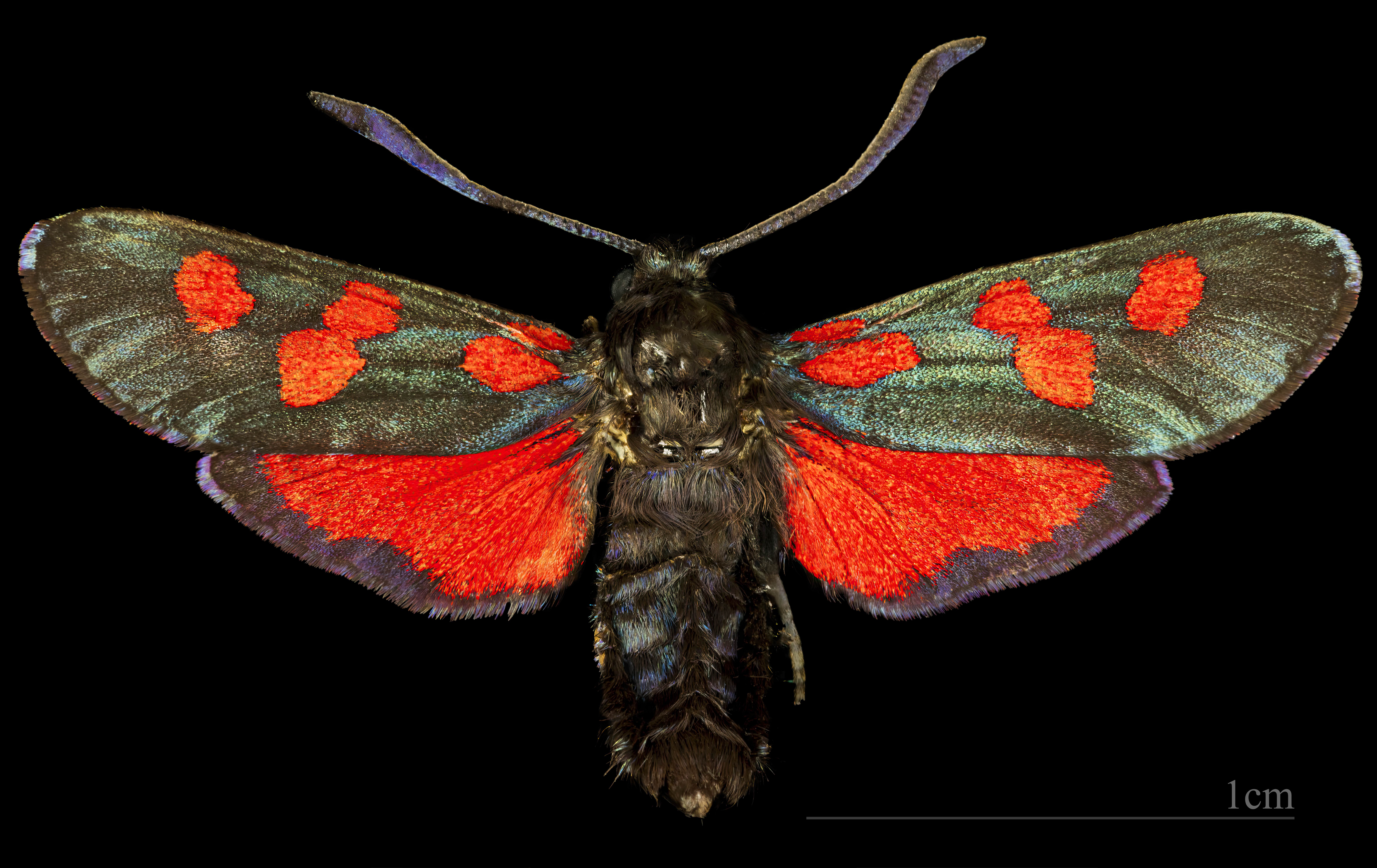
♂
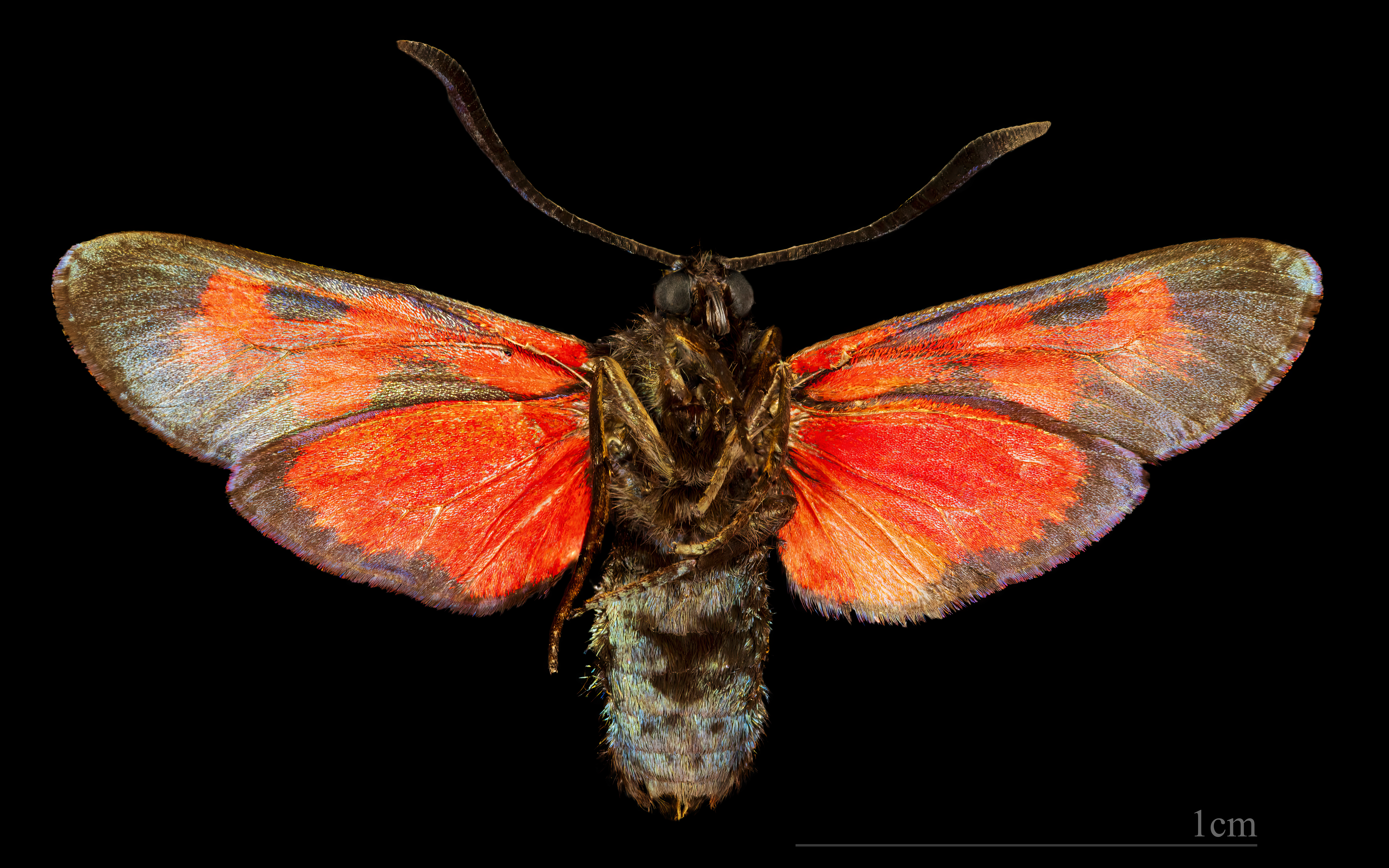
♂ △
♀
♀ △

Samiec ma aparat kopulacyjny jak i drobną, prostokątną, pozbawioną kolców płytkę w edeagusie słabiej zesklerotyzowane niż u Zygaena lonicerae. Łożysko edeagusa cechuje się półkolistym wycięciem. Ponadto jego genitalia charakteryzuje unkus o wąsko rozstawionych, krótkich, stożkowato zakończonych wyrostkach. Samica odznacza się tylko w części silnie zesklerotyzowanym, węższym niż u Z. lonicerae, ale szerszym niż u Zygaena viciae i Zygaena osterodensis przewodem torebki kopulacyjnej. W torebce znajduje się znamię o drobnych, słabo zesklerotyzowanych kolcach rozmieszczonych na planie okrągłej plamy.
Gatunki podobneZygaena filipendulae, Zygaena lonicerae, Zygaena transalpina, Zygaena viciae.

## Biologia i rozsiedlenie
Motyl ten preferuje wilgotne siedliska, jak podmokłe łąki i torfowiska. Zimuje w stadium gąsienicy. Imagines spotyka się od połowy czerwca do końca lipca. Gąsienice żerują od czerwca na komonicy zwyczajnej, komonicy błotnej, koniczynach, sparcecie siewnej i szyplinach.
Występuje na większości obszaru Europy. Znany z Portugalii, Hiszpanii, Wielkiej Brytanii, Francji, Belgii, Luksemburgu, Holandii, Niemiec, Danii, Szwajcarii, Austrii, Polski, Czech, Słowacji, Ukrainy, Rumunii, Sycylii i północnego wybrzeża Afryki. W Polsce występuje lokalnie na terenie całego kraju z wyjątkiem Tatr.